# Climocella manawatawhia
Climocella manawatawhia är en snäckart som först beskrevs av Powell 1935.  Climocella manawatawhia ingår i släktet Climocella och familjen Charopidae. Inga underarter finns listade i Catalogue of Life.